# 自我搜尋
自我搜尋（Egosurfing）（亦稱為自我漫遊、虛榮檢索、自我檢索、自我google、google自己）是指在網際網路、媒體、論文中搜尋自己的本名、筆名、代稱。越來越多人喜歡在諸如Google的熱門搜索引擎上檢索自己的網誌與網站。多數人一起搜尋時偶而會以像是Googlefight的第三方工具來處理。
由於個人情報與毀謗中傷的文章可能寫在當事者不知的地方，因此定期搜尋可能有助於發現這些問題。若是過於頻繁地檢索自己的名字，則有可能是得到了網路成癮症。

## 深入閱讀
- Patrick Dent. . Online Journalism Review. USC Annenberg School for Communication. 2000年9月14日  [2007年7月21日]. （原始内容存档于2007年5月3日）.
- Michael Miller. . . Pearson Technology Group. 2006年: 76–78. ISBN 978-0-7897-3639-0.
- John DellaContrada.  (新闻稿). 紐約州立大學水牛城分校. 2004年3月29日  [2007年7月21日]. （原始内容存档于2012年2月11日）.
- Beppi Crosariol. . The Globe and Mail (CTVglobemedia Publishing Inc.). 2006年9月25日  [2007年7月21日]. （原始内容存档于2008年4月21日）.